# باتريشيا أسيولي
باتريشيا أسيولي (14 فبراير 1964 في نيتيروي - 12 أغسطس 2011 في نيتيروي) كانت قاضية برازيلية ونسوية. كانت أول قاضٍ يُقتل في ولاية ريو دي جانيرو. دافعت أسيولي عن حقوق النساء المعنفات وحاربت الجريمة المنظمة وضباط الشرطة الفاسدين. قُتلت على يد رجال ملثمين على دراجات نارية خارج منزلها في عام 2011. وأدين 11 من ضباط الشرطة، بمن فيهم رئيسها بالتخطيط وتنفيذ جريمة القتل.
في عام 1992 دخلت أسيولي القضاء من خلال الخدمة القانونية. درّست أسيولي القانون المدني في مركز جامعة أوغوستو موتا في التسعينيات. منذ عام 1999 عملت في المحكمة الجنائية الرابعة للقسم الجنائي في ساو غونسالو ريو دي جانيرو. تميزت بتطبيق عقوبات أشد على تجار المخدرات ورجال العصابات والشرطة الفاسدة.
في ليلة 11 أغسطس 2011 عادت أسيولي إلى سيارتها في محاكم ساو غونسالو، حيث عملت وتوجهت نحو منزلها في حي بيراتينغا في مدينة نيتيروي. عند وصولها إلى منزلها قتلت على يد رجلين ملثمين على دراجة نارية، وأطلقوا «ستة عشر رصاصة على الأقل». على الرغم من أنها تلقت عدة تهديدات بالقتل، لم تكن لديها حماية من الشرطة. دفنت في نيتيروي وتركت ثلاثة أطفال. ترددت أصداء مقتل أسيولي في جميع أنحاء البرازيل. ووصف رئيس المحكمة الفيدرالية العليا هذا العمل بأنه «هجوم متعمد ضد الحكومة البرازيلية والديمقراطية». أمرت المحكمة بإجراء تحقيق من قبل الشرطة الاتحادية.